# CD Brunete
A CD Brunete, teljes nevén Club Deportivo Brunete spanyol labdarúgóklubot 1950-ben alapították, 2010-11-ben a madridi első osztályban (Preferente, ötödosztály) szerepelt.

## A legutóbbi szezonok
| Szezon  | Osztály      | Poz. | Copa del Rey |
| ------- | ------------ | ---- | ------------ |
| 2006/07 | 1ª Aficiona. | 7.   |              |
| 2007/08 | 1ª Aficiona. | 1.   |              |
| 2008/09 | Preferente   | 8.   |              |
| 2009/10 | Preferente   | 14.  |              |
| 2010/11 | Preferente   | —    |              |

## Külső hivatkozások
- Hivatalos weboldal